# Vortioxetin
Vortioxetin ist ein antidepressiv wirkender Arzneistoff mit multimodalem Wirkmechanismus. Vortioxetin ist ein sogenannter Serotoninmodulator und -stimulator und peroral wirksam.
Im September 2013 wurde das Vortioxetin-Präparat der Firma Lundbeck für den US-amerikanischen Markt (als Trintellix) und im Dezember 2013 für den europäischen Markt (als Brintellix) zur Behandlung von Episoden einer Major Depression bei Erwachsenen zugelassen.
In Deutschland war Brintellix von Mai 2015 bis August 2016 erhältlich. In der Schweiz ist das Medikament seit dem 17. August 2016 zugelassen.
Ein abruptes Beenden der Einnahme von Vortioxetin ist möglich. Auf eine schrittweise Reduktion der Dosis könne verzichtet werden.

## Wirkungsmechanismus
Der Wirkmechanismus von Vortioxetin vereint zwei sich ergänzende (komplementäre) pharmakologische Wirkweisen: die Inhibition des 5-HT-Transporters und die direkte Modulation der komplexen serotonergen Rezeptoraktivität. Präklinische Daten weisen darauf hin, dass Vortioxetin 
- antagonistisch an den 5-HT3-, 5-HT7- und 5-HT1D-Rezeptoren,
- partiell agonistisch am 5-HT1B-Rezeptor,
- agonistisch am 5-HT1A-Rezeptor

wirkt und Inhibitor des 5-HT-Transporters ist. Präklinische Studien haben zudem in vivo gezeigt, dass Vortioxetin die neuronale Feuerungsrate und Neurotransmitterfreisetzung in verschiedenen wichtigen Systemen moduliert, welches zu erhöhten Spiegeln von Serotonin, Noradrenalin, Dopamin, Acetylcholin und Histamin sowie zu einer Reduktion von GABA und zu einer Erhöhung von Glutamat in spezifischen Gehirnarealen führt. Dieses multimodale pharmakologische Profil von Vortioxetin wird für die antidepressiven Effekte und die Hinweise zur Verbesserung der kognitiven Leistung im Rahmen der depressiven Episode, des Lernens und Erinnerns, verantwortlich gemacht.

## Nebenwirkungen und Anwendungsbeschränkungen
Häufigste Nebenwirkung ist Übelkeit, die bei über 10 % der Behandelten beobachtet wurde. Ferner wurden Erbrechen, Verstopfung, Durchfall, Appetitminderung, Schwindelgefühl und Juckreiz beobachtet (bei 1 bis 10 % der Behandelten). Vortioxetin ist kontraindiziert mit der gleichzeitigen Einnahme von nicht-selektiven Monoaminooxidase-Hemmern (MAO-Hemmer) oder selektiven MAO-A-Hemmern.
Bei gleichzeitiger Anwendung von Arzneimitteln mit serotonerger Wirkung (beispielsweise Tramadol, Sumatriptan, weitere Triptane) besteht das Risiko für ein Serotoninsyndrom.

## Chemisch-pharmazeutische Angaben
Pharmazeutisch verwendet werden das Vortioxetinhydrobromid und Vortioxetin-DL-lactat. Beide Substanzen stellen ein weißes bis leicht beiges, nicht hygroskopisches Pulver dar. Das in den Brintellix-Filmtabletten eingesetzte Vortioxetinhydrobromid ist löslich in Methanol und Ethanol, wenig löslich in Wasser und wässrigen Systemen mit einem pH-Wert zwischen 2,0 und 8,3 und erscheint in vier polymorphen Formen. Das in der Tropflösung zum Einnehmen verwendete Vortioxetinlactat ist löslich in polaren Lösungsmitteln und in Wasser und bildet drei polymorphe Formen.

## Handelsnamen
Brintellix (EU), Trintellix (CA, USA)

## Marktrücknahme in Deutschland
Lundbeck hat den Vertrieb in Deutschland zum 15. August 2016 eingestellt. Dies erfolgte, da es in den Preisverhandlungen mit dem Spitzenverband Bund der Krankenkassen zu keiner Einigung kam, nachdem dem Wirkstoff durch den Gemeinsamen Bundesausschuss kein Zusatznutzen zugestanden wurde. Der Spitzenverband zeigte sich angesichts des vierfachen Preises gegenüber generisch verfügbaren Antidepressiva nicht kompromissbereit.
Die Deutsche Gesellschaft für Psychiatrie und Psychotherapie, Psychosomatik und Nervenheilkunde (DGPPN) kritisierte das Ergebnis der Nutzenbewertung durch das Institut für Qualität und Wirtschaftlichkeit im Gesundheitswesen. Sie wies darauf hin, dass eine inhaltliche Bewertung aus methodischen Gründen gar nicht stattgefunden habe und für den Patienten wichtige Faktoren wie Nebenwirkungen und Lebensqualität in der Bewertung des Medikamentes keine Rolle gespielt haben.